# Eduardo Meditsch
Eduardo Barreto Vianna Meditsch (Porto Alegre, 29 de março de 1956) é professor aposentado e pesquisador permanente da Universidade Federal de Santa Catarina (Brasil), doutor em Ciências da Comunicação pela Universidade Nova de Lisboa. e PhD pela School of Journalism and Media at University of Texas, em Austin, nos Estados Unidos. 

## Biografia
Formado em Jornalismo pela UFRGS (1979), iniciou a carreira docente em 1982, no curso de graduação em Jornalismo da UFSC, contribuindo para que se tornasse excelência acadêmica na área nas décadas seguintes e um dos principais do Brasil. Em 2000 foi um dos criadores do PÓSJOR, programa de especialização que foi o embrião do Programa de Pós-Graduação em Jornalismo da instituição (PPGJOR-UFSC), criado em 2007, e que é o principal stricto sensu em Jornalismo do Brasil (o único com doutorado específico na área). Outro marco é a Revista Estudos em Jornalismo e Mídia (EJM).  
Como jornalista, trabalhou nas funções de editor e redator nos veículos Rádio Continental, Rádio Gaúcha, Rádio Guaíba, Folha da Tarde, TV Guaíba, Rádio Jornal do Brasil e TVE/RJ, além de colaborar na área de crítica de rádio no Jornal Público, de Lisboa.  Participou da elaboração das Normas de Redação da Rádio JB (1980) e da Rádio Gaúcha (1978). Atuou junto ao Sindicato dos Jornalistas de Santa Catarina (SJSC) e à Federação Nacional dos Jornalistas (Fenaj), na qual foi membro da Comissão Nacional de Ética dos Jornalistas. Tem participação na luta pela volta da obrigatoriedade do diploma de Jornalismo. Em 2020 foi homenageado pelo Sindicato dos Professores das Universidades Federais de Santa Catarina (UFSC/UFFS) (Apufsc-Sindical), no qual esteve à frente da assessoria de imprensa.
No campo acadêmico coordenou o Grupo de Estudos em Jornalismo da Associação Latino-americana de Pesquisadores da Comunicação (Alaic);, o Núcleo de Pesquisa em Rádio e Mídia Sonora da Sociedade Brasileira de Estudos Interdisciplinares da Comunicação (Intercom). e foi um dos criadores da Sociedade Brasileira de Pesquisadores em Jornalismo (SBPJor), na qual também atuou como diretor científico. Ex-coordenador do Fórum Nacional de Professores de Jornalismo (FNPJ) - órgão que possibilitou a volta dos estágios em Jornalismo, nos anos 2000, via "Carta de Ouro Preto" - , participou do quadro de criação da Associação Brasileira de Ensino em Jornalismo (ABEJ), órgão que tem como vértices o Encontro Nacional de Ensino de Jornalismo (ENEJor), o Prêmio Abej e a revista científica Rebej. Ao lado de José Marques de Melo e Margarida Kunch foi nomeado pelo Ministério da Educação (MEC) como titular da Comissão de Especialistas que elaborou as Diretrizes Curriculares Nacionais para os Cursos de Jornalismo, de Comissão de Avaliação da Pós-Graduação da área na Capes. Coolidera o Grupo de Investigação em Rádio, Fonografia e Áudio da UFSC.
A forte presença na docência e na pesquisa científica resultou nos prêmios Vladimir Herzog de Jornalismo e Direitos Humanos (1980), Luiz Beltrão de Ciências da Comunicação (Liderança Emergente em 2003; Maturidade Acadêmica em 2019), Adelmo Genro Filho de Pesquisa em Jornalismo (Pesquisador Sênior, 2015) e Personalidade do Ano no Ensino de Jornalismo (Prêmio Abej, 2021).
Meditsch se aposentou após 38 anos, mas sua dedicação continua, atuando na pesquisa e na orientação de teses e dissertações junto ao PPGJPR da UFSC, retomando vínculo antigo com a Universidade de Brasília (UnB). Na UFSC, também atuou no curso de pós-graduação em Engenharia e Gestão do Conhecimento. Entre dezenas de obras publicadas, destaca-se a produção voltada à teoria do conhecimento em Jornalismo e sobre radiojornalismo, atividade à qual se dedicou nos meios acadêmicos e profissional. Nos últimos 20 anos seu escopo de pesquisa se voltou para a "Pedagogia do Jornalismo", com diversos livros publicadas entre 2005 e 2025, com saberes múltiplos que se conectam ao pensamento de Paulo Freire (do qual foi aluno), Darcy Ribeiro e outros. Em 2022 coordenou ciclo de palestras "Jornalismo e Conhecimento", junto à Universidade de Brasília (UnB).
O direcionamento científico voltado para a Educação no Jornalismo levou à criação da Linha de Pesquisa "Conhecimento e Profissão", do PPGJOR-UFSC. Em 2024 iniciou o "Coletivo ComFreire", Grupo de Estudos interinstitucional sobre Paulo Freire na Comunicação, que reúne pesquisadores da UFSC e da UnB. Junto à editoras de Florianópolis possibilitou a edição de importantes obras bibliográficas voltadas ao jornalismo, como as Teorias do Jornalismo de Nélson Traquina. Eduardo Meditsch é uma das sumidades e referências no Brasil sobre Radiojornalismo, História do Jornalismo, Teorias do Jornalismo e Ensino de Jornalismo, com recorrentes entrevistas sobre tais temas      . 

## Obras publicadas
- 2023: Comunicação e Pedagogia Emancipatória: Memória da disciplina Pedagogia da Comunicação no PPGCom da FAC UnB. Organização: Eduardo Meditsch, Rose Dayanne Santana Nogueira e Nicole Guimarães. (Florianópolis: Editora Insular. Vol. 1 ISBN: 978-85-524-0341-8; Vol. 2 ISBN: 978-85-524-0342-5)
- 2020: Pedagogia do Jornalismo: desafios, experiências e inovações. Organizadores: Eduardo Meditsch, Janaíne Kronbauer e Juliana Freire Bezerra. (Editora Insular ISBN: 978-65-88401-13-2)
- 2012: "Pedagogia e pesquisa para o jornalismo que está por vir: a função social da Universidade e os obstáculos para a sua realização" (Editora Insular, ISBN 978-85-7474-633-3)
- 2005: "Jornalismo e conhecimento: Epistemologia, cognição, imaginário, produção de sentido e construção da realidade" (ed. Florianópolis: PÓSJOR-UFSC/Insular, ISBN 18066496)
- 2005: (organizador) "Teorias do Rádio" (Ed. Insular, Florianópolis, 2 vols., ISBN 8574742694)
- 1999: "O Rádio na Era da Informação: Teoria e Técnica do Novo Radiojornalismo" (Editora Minerva, Coimbra, 1999; e Editora da UFSC/Editora Insular, Florianópolis, 2001, ISBN 9788574743318)
- 1998: (como organizador) "Rádio e Pânico: A Guerra dos Mundos 60 anos depois" (Editora Insular, Florianópolis, ISBN 8585949570)
- 1992: "O Conhecimento do Jornalismo" (Editora da UFSC, Florianópolis)